# Trittschalldämmung
Die Trittschalldämmung oder abgeküzt TSD ist die Schalldämmung von Trittschall. Trittschall ist eine besondere Form von Körperschall und entsteht insbesondere beim Begehen von Fußböden und Treppen, beim Bewegen von Gegenständen, Rücken von Stühlen und anderen Möbeln.
Der durch laufende und hüpfende Kinder hervorgerufene Trittschall kann unter Umständen stärker wahrgenommen werden als der von schwereren Personen erzeugte Trittschall.
Der Trittschallschutz beeinflusst die Wohnqualität, indem er Lärmbelästigungen und negative Gesundheitsauswirkungen verringert.
Eine angemessene Trittschalldämmung wird heute in der Regel durch die Ausführung eines schwimmenden Estrichs erreicht, der auf einer flexiblen Trittschalldämmschicht ausgebracht wird.
Etwas weniger wirksam ist die Verwendung einer Trittschalldämmschicht unmittelbar unter dem Bodenbelag, etwa einem Laminat- oder Dielen- oder Parkettboden, oder die Nutzung eines weichfedernden Bodenbelags wie einem Teppichboden.

## Anforderungen an den Trittschallschutz
Die Mindestanforderungen im Sinne des Gesundheitsschutzes an die Trittschalldämmung werden in Deutschland durch die DIN 4109 „Schallschutz im Hochbau“ geregelt.
Für Wohnräume sollten jedoch gegenüber der Norm erhöhte Anforderungen an den Schallschutz eingehalten werden. Regelwerke für die erhöhten Anforderungen sind in Deutschland die VDI 4100 und die Richtlinien der Deutschen Gesellschaft für Akustik, DEGA. Die DEGA-Empfehlung 103 definiert zudem den Schallschutzausweis, eine Möglichkeit den Schallschutz eines Gebäudes vereinfacht in Form eines Ausweises darzustellen, der an den Energieausweis angelehnt ist.
Die DIN 4109 berücksichtigt die Schallübertragung über das trennende und über die flankierenden Bauteile sowie ggf. über Nebenwege. Die Anforderung an die Trittschalldämmung ist vom Bauteil und von der Nutzung des Gebäudes abhängig. Bei Decken in Mehrfamilienhäusern und Bürogebäuden fordert die DIN einen Trittschalldämmwert von weniger als 50 dB (bzw. 45 dB für den erhöhten Schallschutz gemäß DIN 4109-5:2019), bei Treppen weniger als 53 dB (bzw. 47 dB für den erhöhten Schallschutz gemäß DIN 4109-5:2019). Die Werte beschreiben den sogenannten bewerteten Norm-Trittschallpegel, der nach DIN EN ISO 717-2 ermittelt wird.
Die DIN 4109-5:2020 „Schallschutz im Hochbau – Teil 5: Erhöhte Anforderungen“ ersetzt das bis zum August 2020 gültige Beiblatt 2 der Norm zusammen mit der DIN SPEC 91314 von 2017. DIN 4109-5:2020 basiert auf einer Erhöhung der Anforderungswerte im Bereich des Normauswertebereiches von 100 Hz bis 3150 Hz, berücksichtigt also Frequenzen unter 100 Hz (z. B. Trittschallgeräusche) nicht.

## Materialien
Die schalldämmende Wirkung ist umso stärker, je geringer die dynamische Steifigkeit des Dämmmaterials ist. Im Massivbau wurden bislang meist Mineralwolle oder Polystyrol-Hartschaum verwendet. Heute werden vermehrt natürliche Werkstoffe wie Holzfasern, Kork oder Biopolymere eingesetzt.
Insbesondere Holzfaserplatten sind in größerer Auswahl und für die meisten Anwendungsbereiche verfügbar.
Für hochbelastete Bereiche wie Auflager werden besonders druckfeste Elastomere eingesetzt.

## Trittschalldämmung bei Decken
Die DEGA empfiehlt für einen normalen Schallschutz an Decken von Mehrfamilienhäusern (Klasse D) eine Reduzierung des Trittschalls auf unter 50 dB oder für einen erhöhten Schallschutz (Klasse C) eine Reduzierung auf unter 45 dB. Bei Doppel- und Reihenhäusern sind die Empfehlungen noch strenger.
Flexibel gelagerte Bauteile wie abgehängte Decken und schwimmender Estrich dämpfen einen Teil der erzeugten Stoßenergie.
Insbesondere der entkoppelt ausgeführte schwimmende Estrich isoliert den Trittschall bereits am Ort der Entstehung von der tragenden Deckenkonstruktion, so dass auch die Flankenübertragung minimiert wird.

### Schwimmender Estrich
Der schwimmende Estrich ist Teil der Fußbodenkonstruktion und ruht auf einer Dämmschicht. Die Decke wird durch den nicht direkt mit der Tragkonstruktion verbundenen Estrich zu einem zweischaligen Bauteil. Wenn Masse und Steifigkeit der Decke deutlich größer ist, als die des Estrichs, kann das System als Kombination einer biegesteifen und einer biegeweichen Schale angesehen werden.
Um die Schallübertragung durch Kontaktpunkte mit dem Baukörper auszuschließen, wird der Estrich auch im Randbereich durch Dämmstreifen von den angrenzenden Bauteilen entkoppelt. Schallbrücken müssen vermieden werden.
Um einen niedrigen Fußbodenaufbau zu erzielen, können Wärmedämmplatten, die beispielsweise als Unterlage und zur Befestigung der Heizschleifen einer Fußbodenheizung verlegt werden, zugleich auch als Trittschalldämmschicht ausgelegt werden.

### Stahlbetondecke
Stahlbetondecken sind für den Schutz gegen Luftschall vorteilhaft, da sie eine hohe Masse besitzen. Je höher die Masse, desto schwieriger ist es, die Decke zum Schwingen anzuregen. Ohne flexible Auflage oder Zwischenschicht können sich Geräusche wie Trittschall jedoch durch Stahlbetonbauteile übertragen.

### Holzbalkendecke
Da bei Holzbalkendecken die Masse sehr viel geringer als bei Stahlbetonplatten ist, ist ein guter Schallschutz aufwändiger zu realisieren als bei Decken aus Stahlbeton, insbesondere bei tiefen Frequenzen. Durch auf einen Blindboden eingelegte Betonsteine oder eine Sandschüttung kann die Masse der Decke erhöht werden.
Um bei der Gebäudesanierung das zusätzlich eingebrachte Gewicht und die Aufbauhöhe zu begrenzen, werden im Altbau oft Fertigteilestriche (Trockenestrich) auf Dämmplatten oder Schüttungen Perlite oder Styropor eingesetzt.
Mineralwolledämmung bietet bei tiefen Frequenzen einen besseren Schallschutz als Polystyrol und ist deswegen bei Holzbalkendecken vorzuziehen. Eine weitere schalltechnische Verbesserung wird durch eine abgehängte Unterdecke erreicht.

### Weichfedernde Bodenbeläge
Auch Teppiche sowie auf zusätzliche Trittschalldämmplatten verlegte Laminatböden können die Schalldämmung verbessern.
Auf die Einhaltung der Anforderungen der Trittschalldämmung werden Bodenbeläge jedoch nicht angerechnet, da diese leicht austauschbar sind.

## Trittschalldämmung bei Treppen
Treppenhäuser stellten früher eine schalltechnische Herausforderung dar. Der beim Auftritt auf die Treppenstufen erzeugte Schall wurde über Treppenwangen und -podest in die angrenzenden Wände und Räume übertragen.
Heute wird auch die Tragkonstruktion der Treppe durch Elastomere vom Baukörper entkoppelt.
Die DEGA empfiehlt für einen normalen Schallschutz an Treppen von Mehrfamilienhäusern (Klasse D) eine Reduzierung des Trittschalls auf unter 53 dB, für einen erhöhten Schallschutz (Klasse C) eine Reduzierung auf unter 46 dB. Bei Doppel- und Reihenhäusern sind die Empfehlungen noch strenger.
Ein ausreichender Trittschallschutz lässt sich zwischen aneinandergebauten Gebäuden zuverlässig nur durch massive, doppelte Gebäudetrennwände und massive, schallentkoppelte Treppen erreichen. Auch die Kombination von leichten Treppenkonstruktionen mit leichten oder schweren, doppelschaligen Gebäudetrennwänden kann bei guter Ausführung erhöhte Anforderungen erfüllen.

### Stahlbetontreppen

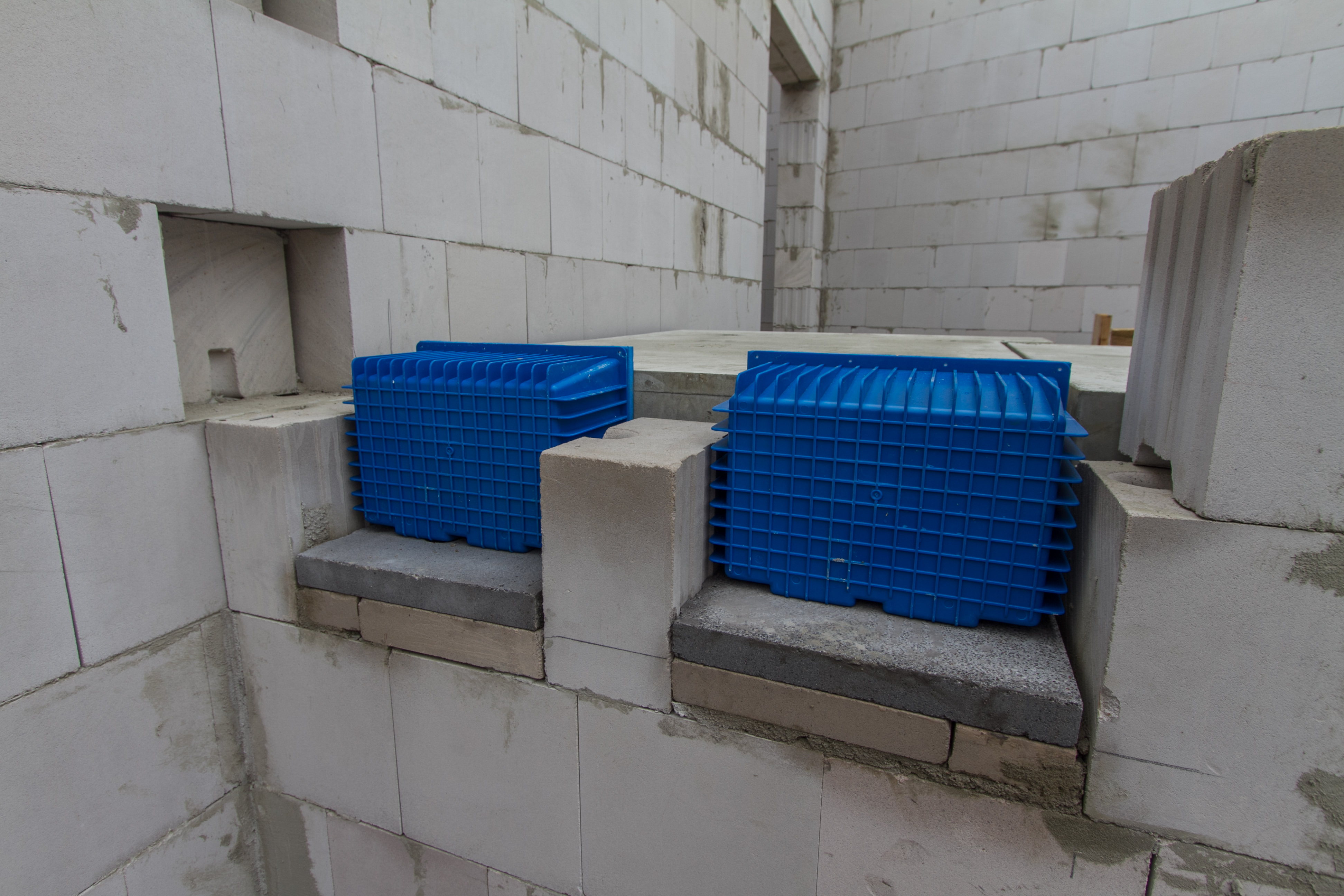
Die blauen Kästen enthalten elastisches Material, das zur Trittschallentkopplung des dahinter befindlichen Treppenpodests dient. Das Stahlbetonfertigteil stützt sich alleine über Auskragungen ab, die in die blauen Kästen hineinragen.

Treppen aus Stahlbeton besitzen eine hohe Masse, wodurch sie Schall in tiefen Frequenzbereiche schlecht übertragen. In Treppenhäusern mit Schallschutzanforderungen werden Treppenläufe vom restlichen Bauwerk entkoppelt. Podeste werden ebenfalls entkoppelt oder benötigen einen schwimmenden Estrich. Für die akustische Entkopplung werden Schalldämmelemente mit Elastomerlagern eingesetzt. Je nach Qualität des Elastomerlagers werden verschiedene Schallschutzstufen erreicht. Der Nachweis der Schallschutzqualität wird durch Messung nach DIN 7396 erbracht. Alternativ werden nur die Treppenläufe vom Baukörper entkoppelt, indem von auf den nicht entkoppelten Podesten durch schallentkoppelnde Auflager getrennt werden.
Eine weitere Möglichkeit ist es, das Treppenhaus als zweischaliges Mauerwerk auszuführen, wobei die Wände durch eine Dämmschicht voneinander getrennt sind.
Bei der Planung und bei der Ausführung ist es wichtig, dass die akustische Trennung ohne Schallbrücken ausgebildet wird. Eine umlaufende Linie ist dabei wichtig, die die Treppe komplett vom Baukörper trennt. Fugen werden idealerweise mit weichem Schaumstoff verfüllt, sodass durch herabfallenden Schmutz keine Schallbrücken entstehen können.
Auch schalldämmende elastische Beläge auf den Treppenstufen können zum Schallschutz beitragen.

### Leichtbautreppen
Holztreppen und andere Leichtbautreppen haben ein deutlich geringeres Gewicht als Massivtreppen und erreichen ohne besondere Maßnahmen keinen ausreichenden Trittschallschutz.
In den vergangenen Jahrzehnten wurden besondere Konstruktionsmethoden entwickelt, die die Trittschalldämmung verbessern. Spezielle schalltechnisch entkoppelte Konstruktionen, wie die so genannten Flüstertreppen, liefern unter der Bedingung geeigneter Trennwände und Decken einen ausreichenden Schallschutz.

## Rechtslage in Wohngebäuden
Ein Mieter kann ohne besondere vertragliche Regelung nicht erwarten, dass seine Wohnung einen Schallschutz aufweist, der über die Einhaltung der zur Zeit der Errichtung des Gebäudes geltenden baurechtlich eingeführten DIN-Normen hinausgeht. Ein allgemeiner Anspruch auf Beibehaltung eines vorhandenen, die Mindestanforderungen überschreitender Trittschallschutz, besteht nicht.
Bei Umbau- oder Ausbaumaßnahmen muss sich der Vermieter allerdings an aktuelle Vorschriften zur Schalldämmung halten.

## Nachweis der Trittschalldämmung
Der Nachweis der Trittschalldämmung erfolgt in der Planungsphase rechnerisch nach DIN 4109-2 und nach erfolgter Ausführung durch akustische Messungen am Bau mit einem Schallpegelmesser. Hierbei wird der zu prüfende Boden (oder die Treppenstufen) im sogenannten Senderaum mit einer definierten Körperschallquelle, dem Norm-Hammerwerk, zu Schwingungen angeregt. Im zu schützenden Raum (Empfangsraum genannt) misst man in 16 Terzbändern zwischen 125 und 3150 Hz absolute Schalldruckpegel und zusätzlich auch die Nachhallzeit des Empfangsraums. Die gemessenen Schalldruckpegel werden auf eine Schallabsorptionsfläche von 10 m² umgerechnet, damit die akustischen Eigenschaften des Empfangsraums (ggf. vorhandene Schallabsorption durch Teppiche und Möblierung) beim Endergebnis keine Rolle spielen. Die Ermittlung der Einzahlangabe (der bewertete Normtrittschallpegel) erfolgt durch Vergleich der korrigierten Messwerte mit einer genormten Bezugskurve.
Für orientierende Messungen kann ein Kurzverfahren nach DIN EN ISO 10052 angewendet werden. Dabei werden die Schalldruckpegel durch Schwenken eines Schallpegelmessers von Hand in 5 Oktavbändern erfasst und die Nachhallzeitkorrektur in Abhängigkeit von der Raumausstattung aus Tabellen entnommen.